# أرت أليسون
أرت أليسون (بالإنجليزية: Art Allison)‏ هو لاعب كرة قاعدة أمريكي، ولد في 29 يناير 1849 في فيلادلفيا في الولايات المتحدة، وتوفي في 25 فبراير 1916 في واشنطن العاصمة في الولايات المتحدة.

## وصلات خارجية
- أرت أليسون على موقع دوري كرة القاعدة الرئيسي (الإنجليزية)
- أرت أليسون على موقعبيزبول رفرنس.كوم (الدوري الرئيسي) (الإنجليزية)
- أرت أليسون على موقعبيزبول رفرنس.كوم (الدوري الثانوي) (الإنجليزية)
- أرت أليسون على موقع مشجعي الرسوم البيانية (الإنجليزية)